# 전혜지
전혜지(1998년 7월 17일 ~ )는 대한민국의 배우이자 미스코리아이다.

## 학력
- 한서대학교

## 드라마
- 2024년 KBS2 주말연속극 《미녀와 순정남》... 김태희 역
- 2025년 KBS2 저녁 일일연속극 《여왕의 집》 ... 황나라 역

## 수상
- 2020년 : 수상 《미스코리아 선발대회 미(美)》
- 2020년 : 수상 《미스코리아 진(경북)》